# Presa de Inguri

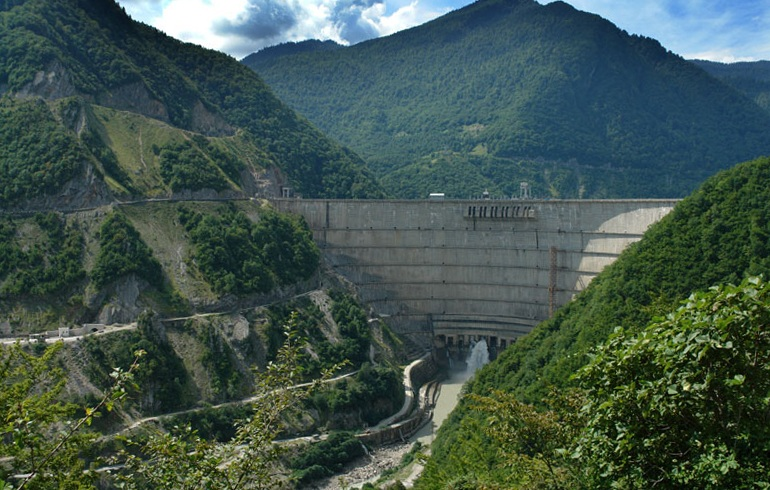
Inguri Dam.

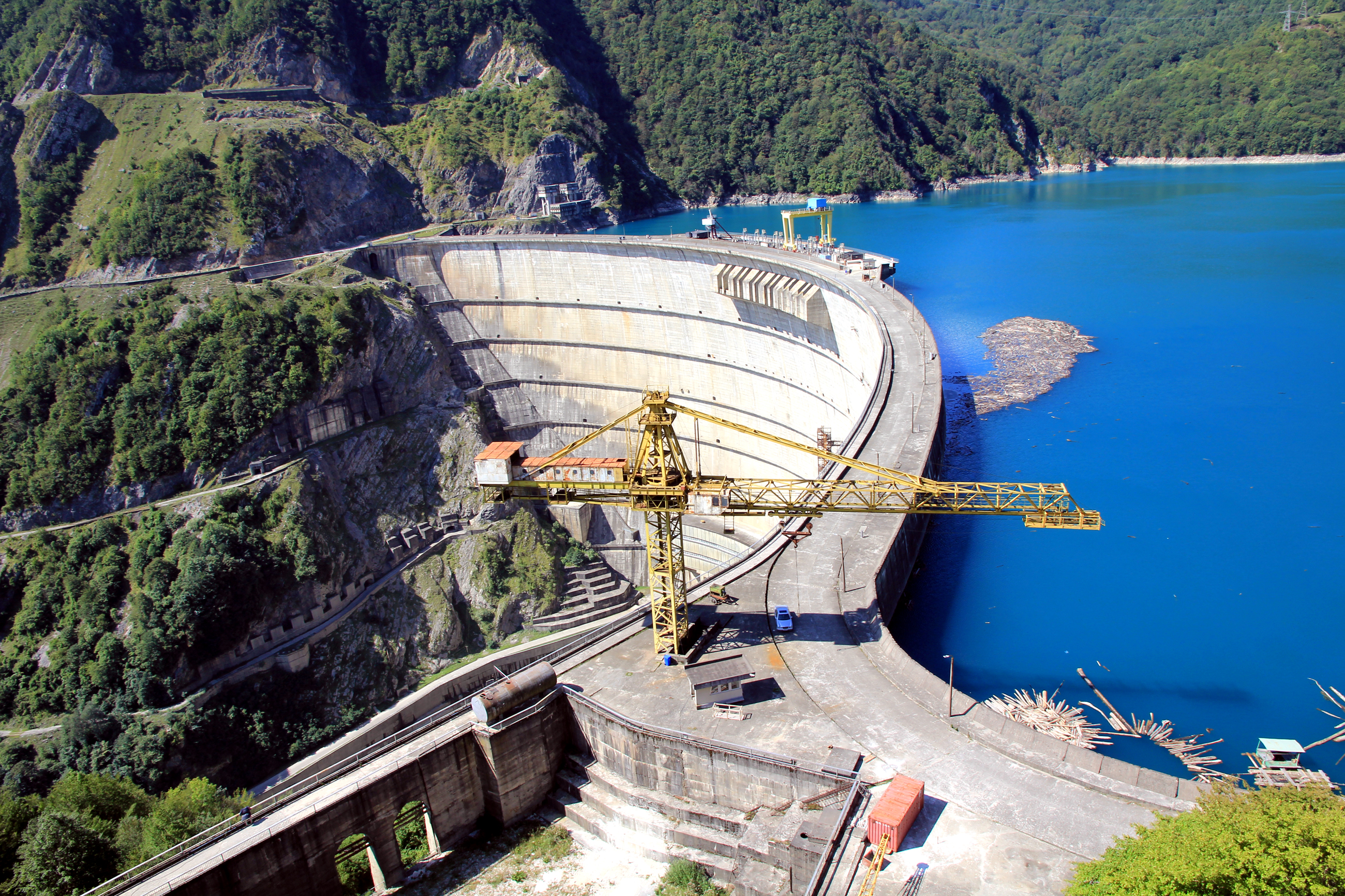
Inguri Dam.

La Presa de Inguri (en georgiano: ენგურის ჰიდროელექტროსადგური, en ruso: Ингурская ГЭС - Ingurskaya GES) es una represa para la producción hidroeléctrica sobre el río Inguri, cuyas instalaciones se extienden a los dos lados de la frontera de facto entre Abjasia y Georgia.

## Características
El río juega un importante papel en la producción hidroeléctrica. Iniciada en la década de 1970, en 1988 se terminó de construir la Presa de Inguri, con una altura de 240 metros. En total, es la construcción más grande de todo el Cáucaso con 750 metros de largo y 271.5 metros de alto.
Se encuentra al norte del pueblo de Jvari (Dzhavari), en la región de georgiana de Svanetia, mientras que las instalaciones de producción eléctrica se encuentran en el Distrito de Gali, al otro lado de la frontera de facto, en Abjasia.
Es la pared continua más alta del mundo, y es la tercera presa finalizada por su tamaño. Fue construida por la empresa georgiana Hydromsheni, y se eleva a 240 metros sobre el nivel del mar, aunque el tamaño de la construcción es de 271.5 metros desde sus cimientos.
La pared de la presa enlaza con dos bloques de hormigón, que están firmemente fijados en la base rocosa. El lago artificial generado contiene 1.100 metros cúbicos de agua, con una superficie de 13.13 kilómetros cuadrados. La planta subterránea generadora de electricidad produce aproximadamente 4.5 megavatios/hora, aproximadamente un 40% de la producción georgiana de electricidad. La capacidad de las instalaciones es de 1.300 megavatios.

## Efectos de la guerra
Debido al deficiente mantenimiento de la presa y de la estación generadora, están en muy mal estado, perdiendo anualmente sobre los 500 megavatios/hora, lo que es aproximadamente un cuarto del consumo de la capital georgiana, Tiflis. La estación generadora se encuentra al 40% de su capacidad. Solo cuatro de los cinco generadores están en funcionamiento, en la planta de Vardnili, en el lado Abjaso. Desde de la guerra. en 1993, solo uno permaneció en funcionamiento.
En el 2006, la presa y estación generadora de lado georgiano fue completamente reparada. La reparación se estimó en un costo de 147 millones de dólares. El Banco Europeo de Reconstrucción y Desarrollo entregó en 1998 38.8 millones de dólares para la reparación de los cuatro generadores. La Unión Europea, bajo el programa TACIS entregó 9.4 millones de euros para reparar los generadores y los sistemas de conducción.

## Guerra de Osetia del Sur
Durante la Guerra en Osetia del Sur, después que tropas abjasias ocuparan el 17 de agosto de 2008 las instalaciones, las tropas rusas ocuparión la presa para asegurar su protección.